# Список умерших в 832 году

## Март
- 24 марта — Вульфред, 15-й архиепископ Кентерберийский (805—832).

## Август
- 30 августа — Феологильд Кентерберийский, 16-й архиепископ Кентерберийский (832 год).

## Дата смерти неизвестна или требует уточнения
- Сико, лангобардский князь Беневенто (817—832).
- Стефан III, герцог Неаполя (821—832).
- Чжаоли-хан, каган Уйгурского каганата (824—832).